# Bar La Curva / Plamy na słońcu
Bar la Curva / Plamy na słońcu – czwarty studyjny album grupy Kazik na Żywo, wydany 28 listopada 2011 nakładem wytwórni muzycznej S.P. Records.
13 września 2011 oficjalnie poinformowano, że w tym dniu grupa rozpoczęła nagrywanie nowej płyty. Tworzenie i rejestracja albumu odbywało się w studiu RecPublica w miejscowości Lubrza. Realizatorami byli Burza z Litzą. W listopadzie 2011 tuż przed premierą albumu wydawca grupy Sławomir Pietrzak przyznał, że zespół skomponował i nagrał cały materiał w rekordowo krótkim czasie 29 dni. Album ukazał się także na płycie winylowej. Tydzień przed oficjalną premierą poinformowano, że album osiągnął status Złotej Płyty. 5 grudnia 2011 grupa otrzymała oficjalnie wyróżnienienie złotej płyty (sprzedaż albumu osiągnęła co najmniej 15 000 egzemplarzy). Album dotarł do 1. miejsca zestawienia OLiS w Polsce.
Wydawnictwo promował teledysk do utworu „Plamy na słońcu”.

## Lista utworów

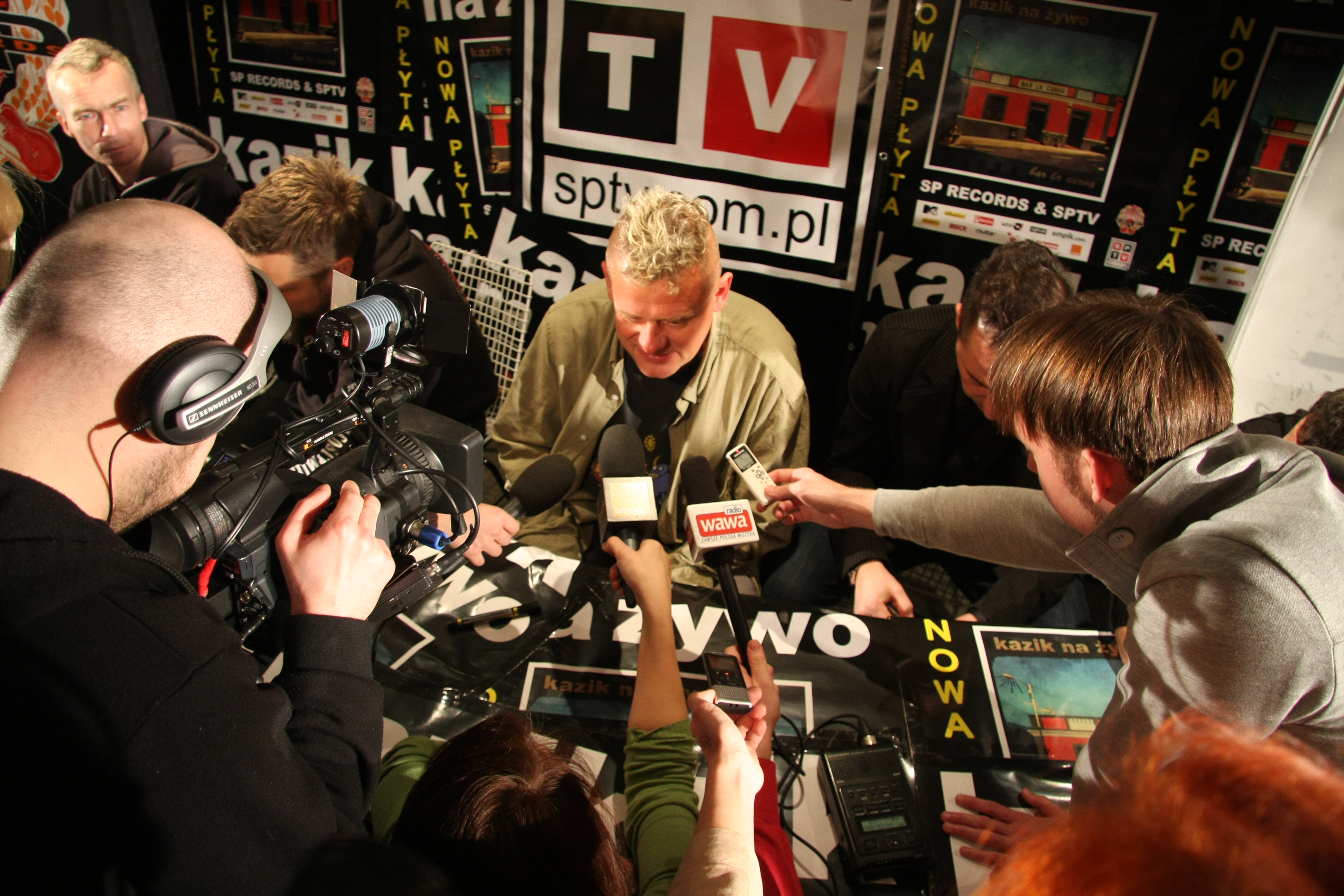
Goehs, Litza i Kazik w czasie podpisywania płyty „Bar La Curva / Plamy na słońcu” 5 grudnia 2011 roku w warszawskim Teatrze Rozmaitości

Opracowano na podstawie materiału źródłowego.
1. „Bar La Curva” (sł. Staszewski, muz. Burzyński) – 3:01
2. „Mój synku” (sł. Staszewski, muz. Burzyński, Staszewski, Kwiatkowski, Friedrich, Goehs) – 3:37
3. „Hanna Gronkowiec walczy” (sł. Staszewski, muz. Burzyński, Staszewski, Kwiatkowski, Friedrich, Goehs) – 2:48
4. „Czemu, ah czemu?” (sł. Staszewski, muz. Burzyński, Staszewski, Kwiatkowski, Robert Friedrich, Goehs) – 4:44
5. „Marzenia swoje miej” (sł. Staszewski, muz. Burzyński, Staszewski, Kwiatkowski, Friedrich, Goehs) – 2:39
6. „Przecięty na pół” (sł. Staszewski, muz. Burzyński, Staszewski, Kwiatkowski, Friedrich, Goehs) – 3:14
7. „Jak zło się rodzi?” (sł. Kwiatkowski, muz. Burzyński, Staszewski, Kwiatkowski, Friedrich, Goehs) – 3:15
8. „Polska jest ważna” (sł. Staszewski, muz. Burzyński, Staszewski, Kwiatkowski, Friedrich, Goehs) – 2:55
9. „Plamy na słońcu” (sł. Staszewski, muz. Burzyński, Staszewski, Kwiatkowski, Friedrich, Goehs) – 6:16
10. „Nie ma boga” (sł. Staszewski, muz. Burzyński, Staszewski, Kwiatkowski, Friedrich, Goehs) – 3:22
11. „Nikomu nie cofam poparcia” (sł. Staszewski, muz. Burzyński, Staszewski, Kwiatkowski, Friedrich, Goehs) – 6:46
12. „Szybciej!” (sł. Staszewski, muz. Burzyński, Staszewski, Kwiatkowski, Friedrich, Goehs) – 5:46
13. „Skończyłem się” (sł. Staszewski, muz. Burzyński, Staszewski, Kwiatkowski, Friedrich, Goehs) – 5:55
14. „Ballada o Janku Wiśniewskim” (sł. Dowgiałło, muz. Korzyński) – 2:17

## Twórcy
Opracowano na podstawie materiału źródłowego.

- Adam „Burza” Burzyński – gitara, miksowanie
- Robert „Litza” Friedrich – gitara, miksowanie
- Tomasz Goehs – perkusja
- Michał „Kwiatek” Kwiatkowski – gitara basowa, słowa
- Kazik Staszewski – śpiew, słowa
- Andrzej Korzyński – słowa (utwór 14)
- Łukasz Olejarczyk – miksowanie
- Allan Silverman – mastering
- Mentalporn (Katarzyna Zaremba, Piotr „Qras” Kurek) – okładka, oprawa graficzna, zdjęcia
- Piotr Wieteska – management
- Łukasz Olejarczyk – inżynieria dźwięku
- Jakub Biegaj – asystent inżyniera dźwięku

## Kompozycje, słowa i znaczenia

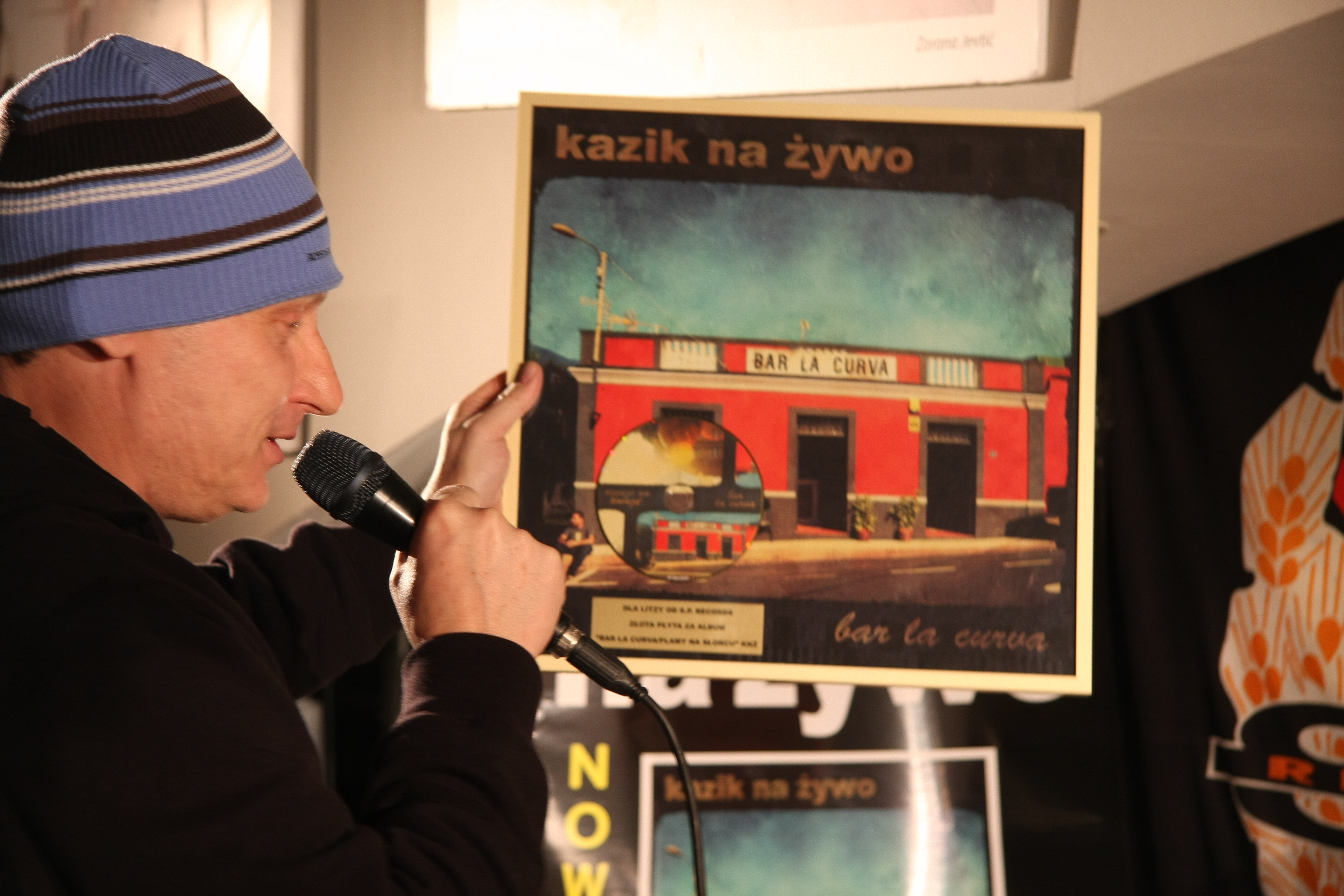
Sławek Pietrzak wręczający złotą płytę zespołowi Kazik na Żywo 5 grudnia 2011 roku w warszawskim Teatrze Rozmaitości

Według Kazika Staszewskiego materiał na albumie został podzielony na dwie grupy. Pierwsza część utworów to „krótkie i zwarte formy punkrockowe, ewentualnie pop-rockowe”, a druga to „ciężkie i rozwlekłe struktury zahaczające o myślenie metalowe”. Utwory „zostały celowo zgrupowane w dwa zbiory i stanową niejako dwa longlplaye na jednym kompakcie”.
- Znaczenie części tytułu i jednego z utworów tj. „La Curva” wyjaśnił Kazik Staszewski, który ma mieszkanie na Teneryfie[15], jednej z Wysp Kanaryjskich i jak sam stwierdził „na popularnej drodze, która prowadzi z wulkanu Teide do stolicy Santa Cruz, na jednym z zakrętów stoi bar «La Curva»”[14][a].
- Utwór „Hanna Gronkowiec walczy” stanowi nawiązanie do osoby Hanny Gronkiewicz-Waltz, prezydent Warszawy[16].
- Utwór „Jak zło się rodzi” nawiązuje do powstania ruchu narodowosocjalistycznego w Niemczech w okresie Republiki Weimarskiej i w konsekwencji powstania III Rzeszy[14].
- Utwór „Nie ma boga” w opinii Kazika nie ma stanowić deklaracji o nieistnieniu Boga, lecz wyrażać stwierdzenie, iż „źle jest, gdy Boga nie ma”. Tekst utworu został zainspirowany izraelskim filmem Liban w reżyserii Szemu’ela Ma’oza[16].
- Utwory „Przecięty na pół” i „Nikomu nie cofam poparcia” stanowią sprzeciw wobec wikłania artystów w polityczne rozgrywki[16]. Jest to odpowiedź na deklaracje polityków twierdzących, iż Kazik Staszewski rzekomo udzielił poparcia partiom politycznym[14].
- Utwór „Ballada o Janku Wiśniewskim” stanowi interpretację piosenki „Ballada o Janku Wiśniewskim”. Został zarejestrowany wcześniej i nakręcono do niego teledysk, który promował film pt. Czarny czwartek w reżyserii Antoniego Krauze[17].

## Spór z Eska Rock

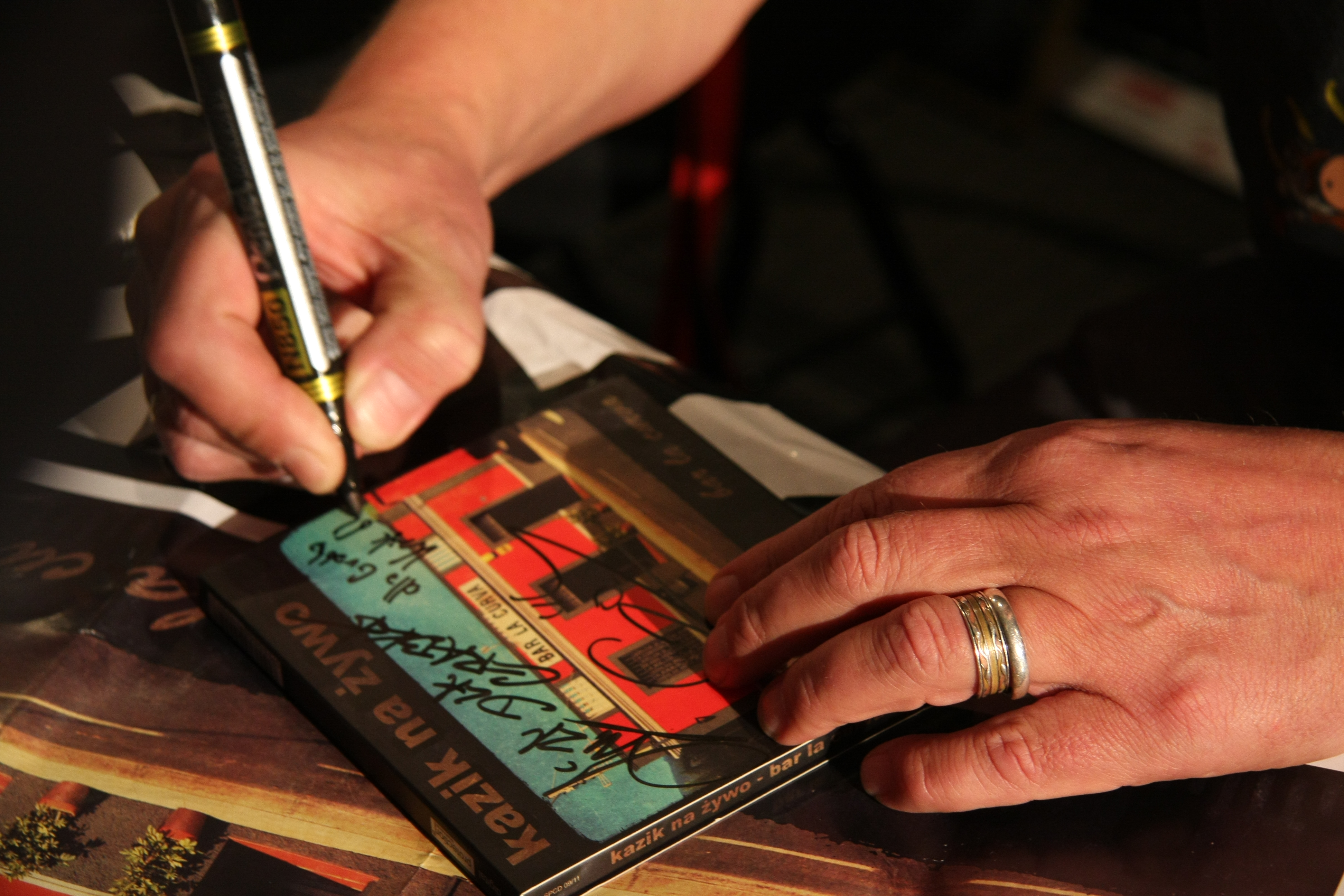
Kazik podpisuje płytę „Bar La Curva / Plamy na słońcu” 5 grudnia 2011 roku w warszawskim Teatrze Rozmaitości

Przed premierą płyty powstał konflikt między zespołem a pracownikami radia Eska Rock. Pierwotnie grupa przekazała rozgłośni utwór „Plamy na słońcu”, który w zamierzeniu miał promować album na antenie radia. Następnie pracownicy rozgłośni poprosili o skrócenie utworu trwającego w oryginalnej wersji 6 minut 12 sekund do maksymalnie czterech minut, motywując to zwyczajową praktyką polegającą na emitowaniu utworów promujących album w tzw. wersji radiowej, tj. okrojonej czasowo w porównaniu do wersji oryginalnej publikowanej na płycie. Jednakże grupa uznała to za ingerencję w wolność artystyczną i protestując przeciwko temu opublikowała list otwarty.
W odpowiedzi radio opublikowało odpowiedź przedstawiając swoje stanowisko i racje. W konsekwencji muzycy przesłali rozgłośni utwór w wersji dwukrotnie przyspieszonej i tym samym trwający o połowę krócej (w sposób oczywisty nie nadający się do promocji). Ponadto zespół zrezygnował z patronatu medialnego ze strony Eski Rock.